# Луньшино
Луньшино — деревня в Старорусском муниципальном районе Новгородской области, входит в Наговское сельское поселение
Деревня расположена на реке Перехода, в 20 км к северо-западу от Старой Руссы (28 км по автодорогам). В деревне есть автомобильный мост через Переходу.

## История
Впервые упоминается в писцовых книгах Шелонской пятины Новгородской земли 1498—1499 гг., как населённый пункт Луньшин мост Бурегского погоста. Затем деревня в Старорусском уезде Новгородской губернии. В начале XX века название деревни — Луньшино, проживали здесь тогда 242 человека в 34 жилых домах. С 1926 года Луньшино центр Перетёрковского сельсовета, с 1 августа 1927 года был образован Старорусский район в составе Новгородского округа Ленинградской области. С 5 июля 1944 года в составе вновь образованной Новгородской области. С 1973 года после объединения с Виленским сельсоветом Луньшино, — центр Виленского сельсовета. С 1991 года в деревне открылось двухэтажное здание Луньшинской школы, правопреемницы более старой Перетёрковской школы, основанной в 1886 году.
До весны 2010 года Луньшино было административным центром ныне упразднённого Луньшинского сельского поселения.